# Ghost of Days Gone By
Singles de Alter Bridge
I Know It Hurts
(2011) Wonderful Life
(2011)
Ghost of Days Gone By est le huitième single du groupe Alter Bridge sorti en 2011.